# Кузнецов, Дмитрий Станиславович
Дмитрий Станиславович Кузнецов  (Ми́тя Кузнецо́в, род. 25 ноября 1971) — известный русский фолк-музыкант, мультиинструменталист, композитор, продюсер.

## Биография
Родился и живёт в городе Рыбинске Ярославской области. Работает как фолк-музыкант-мультиинструменталист в России и других странах. Участник европейских международных фестивалей.

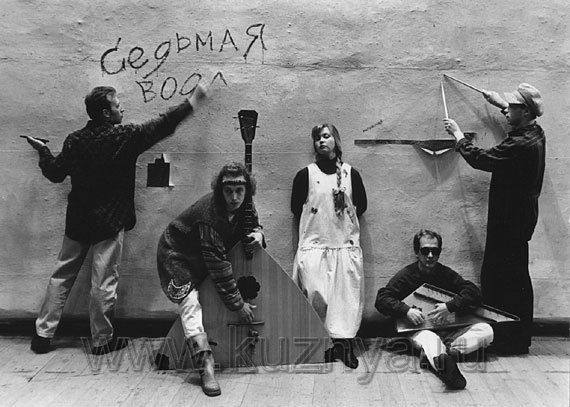
Седьмая вода, 1994

 С 1987 по 2001 — музыкант фолк-группы «Седьмая вода». В 2001 — аранжировщик и продюсер совместного фолк-проекта с группой «Разнотравие». 

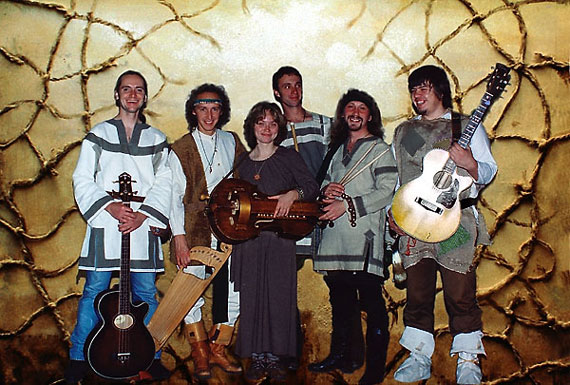
Разнотравие, 2001

Его сольный альбом «Голубиная книга» со старинными народными песнями был издан в 2004 году российским лейблом — Концерн «Группа Союз».
В результате многолетнего сотрудничества с бельгийским продюсером и кинорежиссером Мишелем Драшусовым (Michel Drachousoff, MDC) и другими европейскими кинорежиссёрами, им написана и издана оригинальная музыка к документальным фильмам о культуре и природе Америки, Китая, Шотландии, Африки и других стран. 
За все время записал и выпустил около 20 дисков с народной и мировой музыкой, как сольных, так и совместно с другими исполнителями.
С 2007 по 2011 сотрудничал с модным домом Ianis Chamalidy. За это время написал музыку к нескольким fashion показам коллекций одежды питерского модельера Яниса Чамалиди.

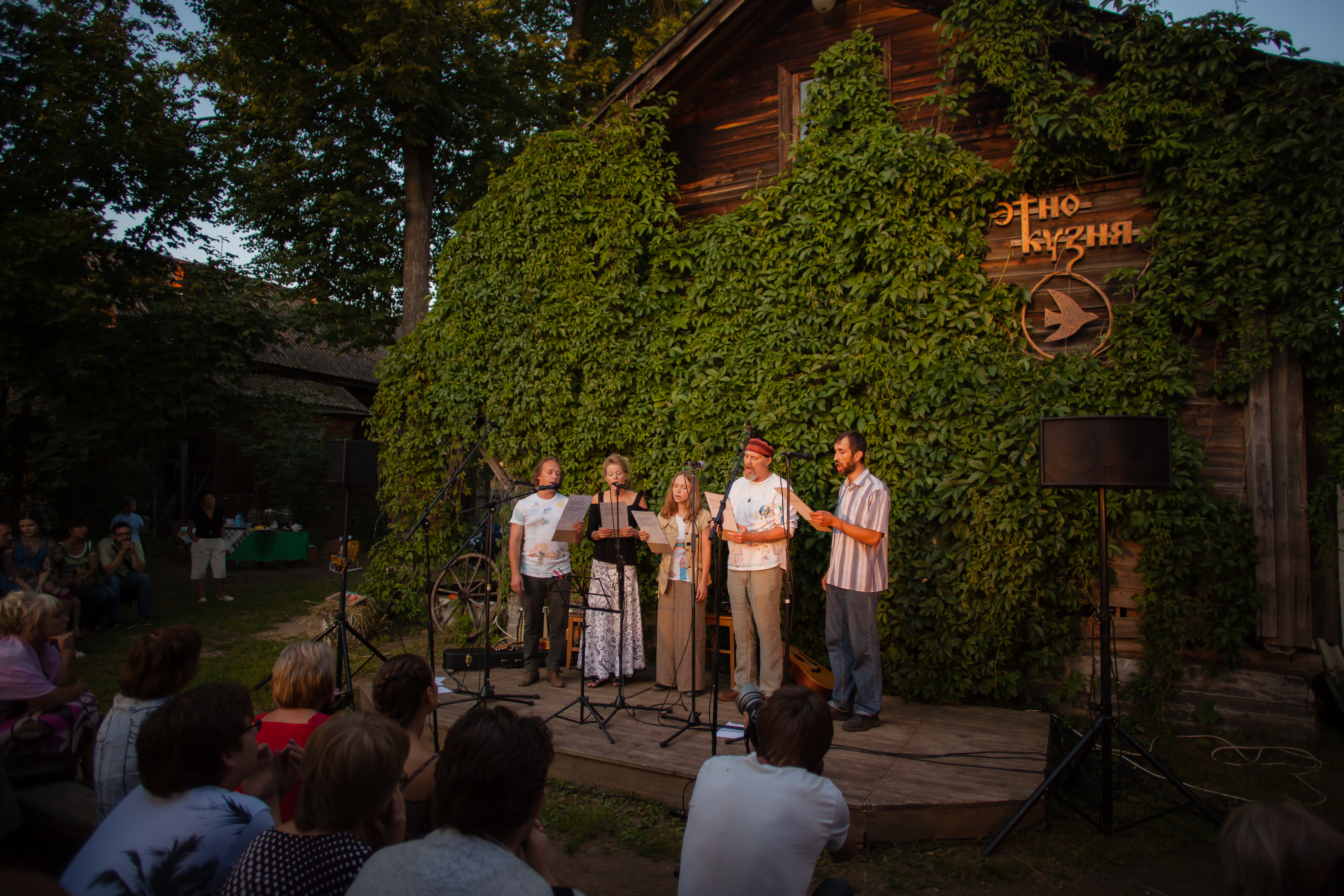
Усадебник в Этно-Кузне

Автор различных проектов этнического направления, сотрудничает с различными музыкантами, кинорежиссёрами, театрами. Режиссер несколько музыкальных видеоклипов. Свои музыкальные проекты записывает и выпускает в собственной мультимедийной усадьбе Этно-Кузня. На сцене усадьбы, в Рыбинске, проводит Усадебник - ежегодный камерный фолк-фестиваль с участием музыкантов со всего мира. Благодаря уникальной форме проведения Усадебник стал заметным культурным событием сначала в родном городе, а затем и стране.

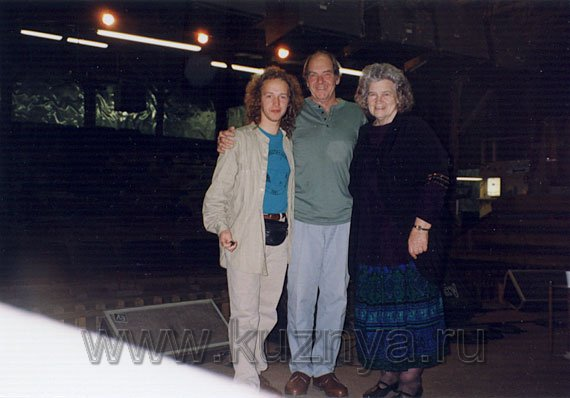
Митя Кузнецов с Bill Clifton и Janette Carter (дочкой A.P.Carter) на сцене Carter Family Fold, 1997

 Следствием длительной дружбы с пионером кантри музыки Биллом Клифтоном (англ. Bill Clifton) и семьёй Картеров (Carter Family) стал альбом "Where we'll never grow old", записанный в 2015 году совместно с актером и кантри-певцом Eugene Wolf (солистом группы Brother Boys). Митя Кузнецов выступил продюсером, аранжировщиком и исполнителем почти на всех инструментах. Большинство песен написаны основоположником кантри-музыки Эй Пи Картер (англ. A. P. Carter). Благодаря новому подходу в аранжировке, старые американские песни приобрели звучание world music. Диск вышел в Америке под лейблом "Этно-Кузня". Презентация состоялась на сцене "Carter Family Fold" в Вирджинии 1 ноября 20015 - сердце кантри-музыки. Eugene Wolf и Митя Кузнецов дали ряд концертов в нескольких американских городах в поддержку нового диска. В том числе на сцене старейших театров Америки Barter Theatre и "The Lincoln Theatre". Выступали в эфире известной TV-программы "Song of The Mountain" (PBS).
Отмечен грамотой ООН за мастерство и новаторский стиль в музыке. В 2016 вошел в десятку лучших русских исполнителей аутентичной музыки по  итогам  Russian World Music Awards. За любовь к родной земле, популяризацию фольклора и сильную авторскую идентичность входит в ТОП-10 самых значимых людей Рыбинска. В рамках Гражданского Форума - 2017 в Ярославле награжден грамотой за гражданскую активность.
Принимает активное участие в реконструкции исторического облика и развитии культурного пространства родного города Рыбинска. Организатор и продюсер ежегодного праздника Дня города в историческом центре Рыбинска. Автор уникального проекта "Музей Живой Старинной Вывески под открытым небом", кардинально изменившего облик исторического центра Рыбинска и не имеющего аналогов в стране. 

Музей Живой Старинной Вывески под открытым небом
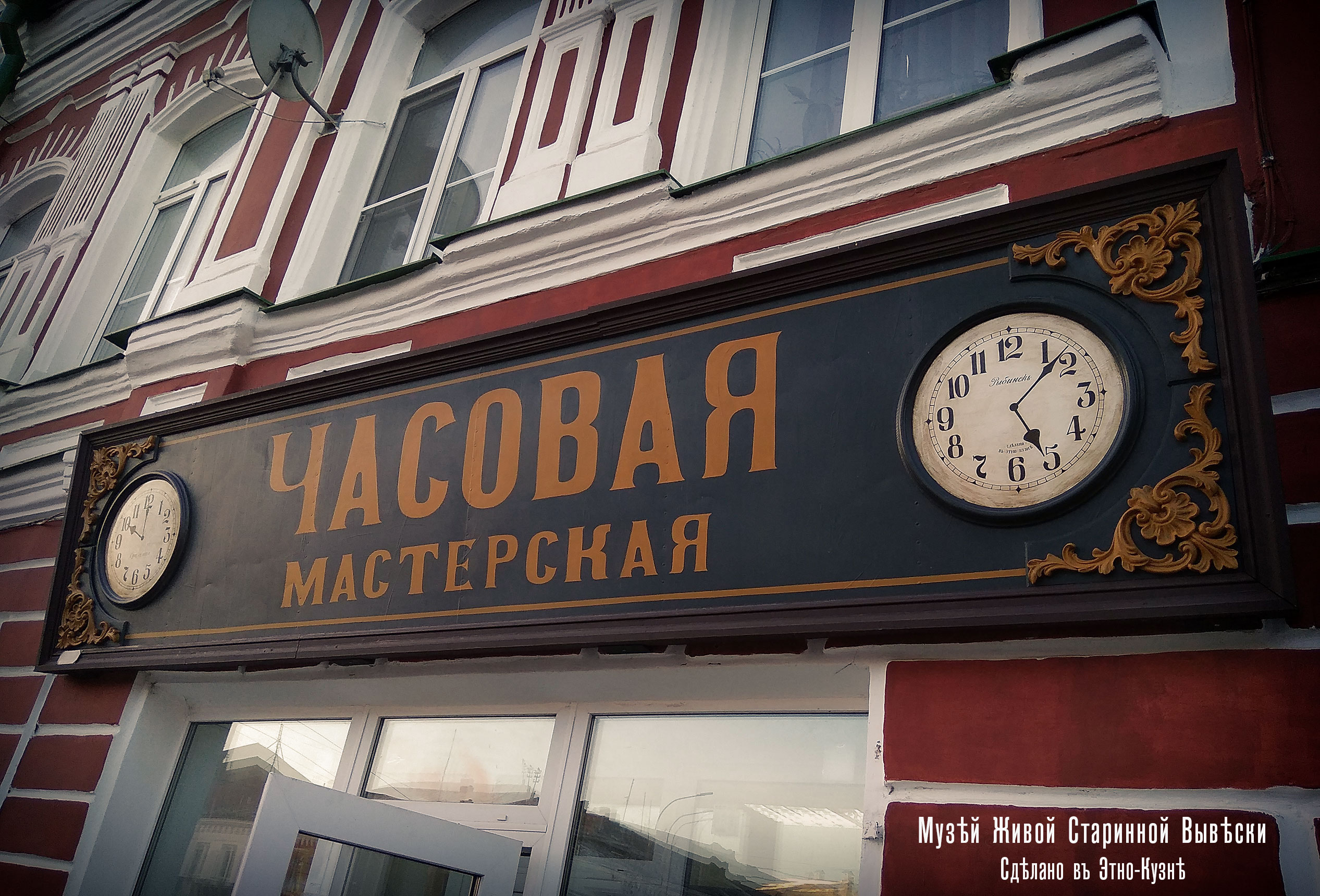
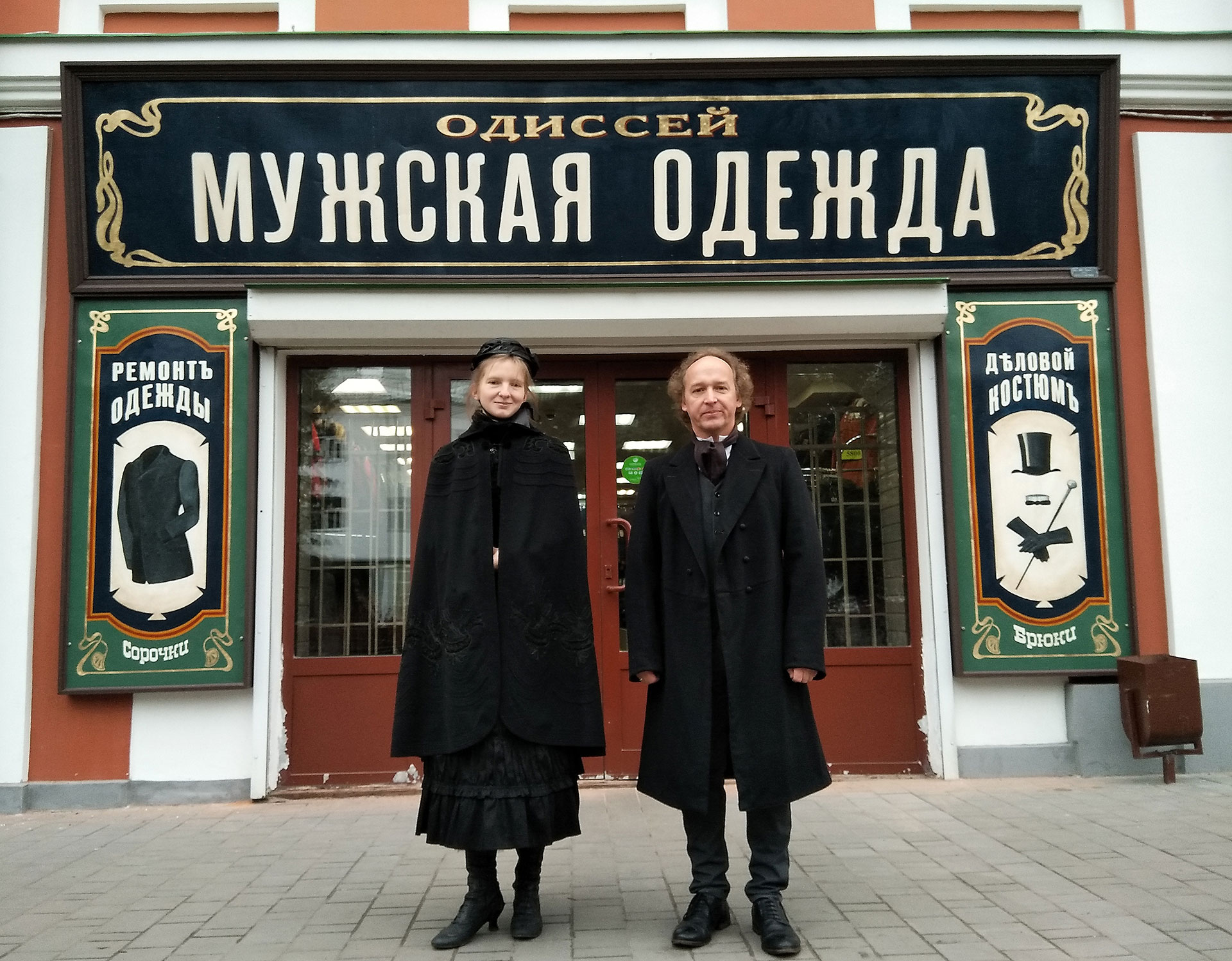

В декабре 2017 на сцене старейшего Рыбинского драмтеатра отметил 30-летний творческий юбилей, где исполнил свои лучшие песни в обработке и сопровождении Рыбинского оркестра им. Аркадия Шацкого, в котором также приняли участие автор-композитор Владимир Щукин (анс. Последний шанс), этнопроект "Коленкоръ" и другие.

## Личная жизнь
Женат на Анне Кузнецовой. Она участвует как вокалист почти во всех проектах Мити Кузнецова. В семье творческой пары трое детей - Мария, Павел и Савва.

## Дискография

### Сольные альбомы
- «Голубиная книга» (Союз, 2004)
- «Chine, un voyage imaginaire» (MDCrecords, 2005 Belgium-France)
- «Ecosse, poesie celte» (MDCrecords, 2005 Belgium-Canada)
- «West America» (MDCrecords, 1999—2004 Belgium)
- «Сказка о мёртвой царевне о и семи богатырях» Сказка А. С. Пушкина (MDCrecords, 1996 Belgium)
- «Царевна-лягушка» Русская народная сказка (MDCrecords, 1997—2002 Belgium)
- «Сказ времиря» 1994 (первый сольный альбом)

### Совместные альбомы
- «Яко по морю», Егор Стрельников и Митя Кузнецов (Этно-Кузня, 2005)
- «Избранное», группа «Седьмая вода» (MDC records, 1995 Belgium)
- «Люди-то живут…», группа «Седьмая вода» (Каменье records 1999)
- «Красота», группа «Седьмая вода» (Elf records 1990 USA)
- «Каторга», группа «Разнотравие» (Рофф Текнолоджис 2001)
- «Утро воскресное», автор-исполнитель Галина Лупандина (Этно-Кузня, 2002)
- «Небо, обними меня…», автор-исполнитель Елена Романова (магнитоальбом, 1994)
- «Русичи» — Усадебник в Этно-Кузне (Этно-Кузня, 2012), CD
- "Where We'll Never Grow Old", Eugene Wolf and Mitya Kuznetsov (Этно-Кузня, 2015, USA)

### Сборники
- «Chansons et musiques de Russie» (MDC records, 2002 Belgium)
- «Irlande», soundtrack к фильму (MDC records, 1999 Belgium-France)
- «Afrika, voyage musicale», soundtrack к фильму (MDC records, 2005 Belgium-France)
- «Where I Come from!» (Talking Stones production, 1990, USA)

### Музыка к фильмам и шоу
- «Irlande», режиссёр Jean-Michel Bertrand (Франция) 1997
- «West America», режиссёр Michel Drachoussoff (Бельгия) 1999
- «Дороги», режиссёр Марат Магамбетов (Германия-Россия, TV Arte) 2001
- «Chine, Lame du Dragon», режиссёр Robert-Emile Canat (Франция) 2004
- «Chili, Patagonie, Terre de Feu, Atacama», режиссёр Herve HAON 2004
- «Ecosse, dernier paradis d’Europe», режиссёр Luc Giard (Франция) 2005
- «Afrika-Kenya», режиссёр Patric Bernard (Франция) 2005
- «Рождение. Свадьба. Смерть.» (музыка к показу коллекции модельера Яниса Чамалиди) 2007
- «Вслед за караваном». (музыка к показу коллекции модельера Яниса Чамалиди) 2008
- «0308 (Новая эпоха Петра I)». (музыка к показу коллекции модельера Яниса Чамалиди) 2009
- «Шах и Мат». (музыка к показу коллекции модельера Яниса Чамалиди) 2009
- «Хозяин Москвы». (аудиокнига по заказу издательства «Даниловский благовестник» (Данилов монастырь) 2009
- «Святая равноапостольная Фекла». (аудиокнига по заказу издательства «Даниловский благовестник» (Данилов монастырь) 2010
- «15-летие модного дома Ianis Chamalidi». (музыка к показу модельера Яниса Чамалиди) 2011

### Видеофильмы
- Музыкальный фильм «Глиняная родина» с группой «Седьмая вода» (ТВ Ярославия, 1994)
- Программа «Археология звука» проект с группой «Разнотравие» (ТВ НТВ, 2001)
- Ансамбль «Русичи» — Усадебник в Этно-Кузне (Этно-Кузня, 2012), DVD